# Coves del Monte Castillo
Les coves del monte Castillo estan situades a la localitat càntabra de Puente Viesgo, alberguen un dels jaciments del Paleolític més importants de la regió. El complex de coves del monte Castillo estan incloses dins de la llista del Patrimoni de la Humanitat de la UNESCO des de juliol de 2008, dins del lloc «Cova d'Altamira i art rupestre paleolític del Nord d'Espanya» (en  anglès, Cave of Altamira and Paleolithic Cave art of Northern Spain). Es tracta de les cavitats de  Las Monedas,  El Castillo,  Las Chimeneas i  La Pasiega.
Es tracta d'un conjunt de coves situades al costat del riu Pas al monte Castillo, enquadrada en la intersecció de diferents valls i propera a la costa. A causa d'això es tracta d'un terreny propici per a l'agricultura, la caça i la pesca, la qual cosa explica l'aparició de diferents assentaments prehistòrics.